# Centre communiste maoïste
Le Centre communiste maoïste (Maoist Communist Centre, MCC) était un groupe maoïste indien qui participait à la rébellion naxalite. 
Proche des intouchables et des travailleurs agricoles, le MCC est fondé en 1975 par le Dakshin Desh. Ses premières actions violentes datent du milieu des années 1980, n'hésitant pas à s'attaquer à la population civile. Selon le gouvernement indien, le groupe serait proche du Parti communiste du Népal (maoïste). Le MCC fait partie du Mouvement révolutionnaire internationaliste. L'organisation est placée sur la liste officielle des organisations terroristes de l'Inde.
En 2004, le Centre communiste maoïste fusionne avec le Parti communiste d'Inde (Marxiste-léniniste) Guerre populaire pour donner naissance au Parti communiste d'Inde (maoïste).